# 손치노 전투
손치노 전투(Battaglia di Soncino)는 롬바르디아 전쟁 중에 벌어진 1431년 3월에 일어난 전투이다. 카르마뇰라 백작이 이끄는 베네치아 공화국군과 프란체스코 스포르차가 이끄는 밀라노 공국군 사이의 전투였다.
밀라노군은 베네치아군을 완파하며, 기병 1,500명과 보병 500명을 포로로 붙잡았다.